# Sinornithomimus
A Sinornithomimus az ornithomimida theropoda dinoszauruszok egyik neme, melyet 1997-ben, Észak-Kínában a belső-mongóliai Alshanzuo Banner területén, az Ulansuhai-formáció késő kréta kori rétegében fedeztek fel.

## Felfedezés és elnevezés
A Sinornithomimus első fosszilis maradványait Tung Cse-ming (Dong Zhiming) tárta fel Ulan Suhai közelében, a Mongol Felföldi Nemzetközi Dinoszaurusz Projekt (Mongol Highland International Dinosaur Project) részeként. Legalább tizennégy, egymás közelében levő csontváz került elő, melyek közül kilenc közel teljes és aránylag ép állapotú volt. A lelet három majdnem felnőtt vagy felnőtt és tizenegy fiatal egyed maradványaiból állt. A csontok erodálatlan állapotban, agyagrétegekkel tarkított aleurolitban őrződtek meg, ami a halál utáni elmozdulás bizonyítékának hiányával együtt arra utal, hogy a példányok egy katasztrofális esemény során egyszerre és azonnal pusztultak el.
A típusfaj, a Sinornithomimus dongi nevét és leírását Kobajasi Josicugu és Lü Csün-csang (Lü Junchang) alkotta meg 2003-ban. A nem nevének jelentése 'kínai madárutánzó', a fajt pedig Tung (Dong) a fosszíliák felfedezője tiszteletére nevezték el. A holotípus, az IVPP-V11797-10 katalógusszámú lelet az egyik majdnem felnőtt példány. A többi csontvázat paratípusként kapcsolták ehhez a nemhez.
2001-ben egy második, ugyanarra a területre indított expedíció egy újabb, tizenhárom fiatal és majdnem felnőtt Sinornithomimus példányból álló csorda fosszíliáira bukkant. Az elhelyezkedésük azt sugallja, hogy együtt pusztultak el egy rövid időszakon belül, valószínűleg azután, hogy elmerültek egy kiszáradó vizesgödör sarában. A második felfedezés szintén nagyrészt érintetlen példányokból állt, amivel a Sinornithomimus a legteljesebben ismert ornithomimidává vált.

## Anatómia
A Sinornithomimus egy két méter hosszú ornithomimida volt, amely a csoport többi tagjához viszonyítva rövid nyakkal és fejjel rendelkezett. Egyedi fejlett jellegzetességei, autapomorfiái közé tartozik annak a négyszögcsontnak a megléte, amelynek egy négyszögű mélyedésében egy apró, függőleges csonttal kettéválasztott nyílás található, valamint a falcsont posterior nyúlványának oldalán levő benyomódás. A Sinornithomimus növényevő életmódját támogatja a gasztrolitok ritka jelenléte, az ilyen kövek ugyanis feltűnő tömeget alkotnak a fosszilis csontvázak gyomorrészén. Ez a nem társaságkedvelő volt, amit a fosszilis maradványok, köztük a majdnem azonos korú fiatal példányok egy kis csontmedren belüli elrendeződése bizonyít. Ezt igazolja az is, hogy az egyedfejlődés során az állat futóképessége javult, a felnőtt példányok, melyek alsó lábszára aránylag hosszabbá vált, jobban alkalmazkodtak a futó életmódhoz. A leírás készítői azt feltételezték, hogy a felnőttek családi csoportokat formálva védelmezték a fiatalokat a ragadozóktól; 2008-ban azonban egy vizsgálat arra a következtetésre jutott, hogy az összes fiatal csorda arra utal, hogy a kifejletlen egyedek csoportjai magukról gondoskodtak, mialatt a felnőtteket a fészekrakás és a költés foglalta le.

## Törzsfejlődés
Leírásának készítői a Sinornithomimust az Ornithomimidae családba sorolták be. Bazális ornithomimida volt, melyet a szerzők jóval fejlettebbnek tartottak az Archaeornithomimusnál, bár egyes újabb elemzések épp az ellenkező eredményre jutottak. A kéz struktúrái hasonlítanak az Archaeornithomimuséihoz, átmenetet képezve az ornithomimusok közé tartozó Harpymimus kezdetleges állapota és a fejlettebb ornithomimidák között. A Sinornithomimus bemutat néhányat az ornithomimidák pleziomorf szünapomorfiái közül, bár az ázsiai ornithomimidák csőre (rhamphothecae) eltér az észak-amerikaiakétól, az utóbbiaknál megtalálható maxilláris érrendszeri lyukak révén.

## Fordítás
Ez a szócikk részben vagy egészben a Sinornithomimus című angol Wikipédia-szócikk ezen változatának fordításán alapul.  Az eredeti cikk szerkesztőit annak laptörténete sorolja fel. Ez a jelzés csupán a megfogalmazás eredetét és a szerzői jogokat jelzi, nem szolgál a cikkben szereplő információk forrásmegjelöléseként.